# Kolva (Usza)
A Kolva (oroszul: Колва) folyó Oroszország európai részének északi vidékén, Komiföldön és az Arhangelszki területhez tartozó Nyenyecföldön; az Usza jobb oldali mellékfolyója.
Hossza: 546 km, vízgyűjtő területe: 18 100 km².
A Janyejmuszjur-hátságon ered és a Bolsezemelszkaja-tundrán folyik dél felé, nagyobb részt Nyenyecföldön, az északi sarkkörön túl. Déli, alsó szakaszán Komiföldön halad és Uszinszk közelében ömlik az Uszába, 21 km-re annak pecsorai torkolatától.
Elsősorban hóolvadékvíz táplálja. November végétől május közepéig befagy. Tavaszi árvize júniusig tart.
2013 júniusában a folyón kb. 220 km hosszan jelentős olajszennyeződés történt. A Kolva vízgyűjtő területén három cég is folytat olajkitermelést.